# Алексеевская (Ленинградская область)
Алексеевская — деревня в Винницком сельском поселении Подпорожского района Ленинградской области.

## История
Деревня Олексеевская (Алексеевская) упоминается в писцовых книгах Обонежской пятины 1582 и 1678 годов в Ильинской Винницкой волости.

АЛЕКСЕЕВСКАЯ — деревня при реке Ояти, число дворов — 8, число жителей: 14 м. п., 16 ж. п.; Все чудь. (1873 год)

Деревня административно относилась к Винницкой волости 2-го стана Лодейнопольского уезда Олонецкой губернии.

АЛЕКСЕЕВСКАЯ (МОКЕЕВА) — деревня Немжинского сельского общества при реке Ояти, население крестьянское: домов — 7, семей — 7, мужчин — 30, женщин — 32, всего — 62; лошадей — 9, коров — 27, прочего — 17. (1905 год)

С 1917 по 1922 год деревня Немжа Мокеева входила в состав Немжинского сельсовета Винницкой волости Лодейнопольского уезда Олонецкой губернии.
С 1922 года в составе Ленинградской губернии.
С 1927 года в составе Винницкого района.

Деревня Алексеевская на карте 1932 года

Согласно карте Ленинградской области Северо-западного аэрогеодезического треста ГГУ издания 1932 года деревня насчитывала 7 крестьянских дворов. Близ деревни находилась мукомольная водяная мельница.
По данным 1933 года деревня Алексеевская входила в состав Винницкого вепсского национального сельсовета Винницкого национального вепсского района.
В 1930-е годы в кусте деревень Немжа были организованы колхозы «Красный Путиловец» и «Победитель».

Деревня Алексеевская на карте 1940 года

Согласно топографической карте РККА 1940 года деревня называлась Сидоровская и входила в куст деревень Немжа.
После укрупнения колхозов 1950 года в деревне Алексеевская был организован колхоз «имени Ленина».
С 1963 года в составе Лодейнопольского района.
С 1965 года в составе Винницкого сельсовета Подпорожского района.
По данным 1966 года деревня Алексеевская также входила в состав Немжинского сельсовета.
В 1971 году деревни Алексеевская и Сидоровская  были объединены в один населённый пункт — деревню Алексеевская.
По данным 1973 и 1990 годов деревня Алексеевская входила в состав Озёрского сельсовета.
В 1997 году в деревне Алексеевская Озёрской волости проживали 9 человек, в 2002 году — 1 человек (русский).
В 2007 году в деревне Алексеевская Винницкого СП проживали 4 человека.

## География
Деревня расположена в южной части района на автодороге 41К-713 (Винницы — Казыченская).
Расстояние до административного центра поселения — 14 км.
Расстояние до ближайшей железнодорожной станции Подпорожье — 98 км.
Деревня находится на левом берегу реки Оять близ места впадения в неё реки Водручей.

## Демография
| 1873 | 1905 | 1997 | 2007 | 2010 | 2017 |
| ---- | ---- | ---- | ---- | ---- | ---- |
| 30   | ↗62  | ↘9   | ↘4   | ↗5   | ↗13  |

### Национальный состав
Согласно данным Всероссийской переписи населения 2021 года в деревне проживал 1 человек, русский.

## Улицы
Дачная.